# Moderat
Moderat es un grupo de música electrónica formada en 2002 en Berlín, Alemania. Su creación nació de los artistas de música electrónica Apparat y Modeselektor.

## Discografía

### Álbumes de estudio
- Moderat (BPitch Control, 2009)
- II (Monkeytown Records, 2013)
- III (Monkeytown Records, 2016)
- MORE D4TA (Monkeytown Records, 2022)

### EP
- Auf Kosten der Gesundheit (BPitch Control, 2003).
- Rusty Nails (BPitch Control, 2009).
- Seamonkey (BPitch Control, 2009).
- Gita (Monkeytown Records, 2013)
- Bad Kingdom (Monkeytown Records, 2013)
- Last Time (Monkeytown Records, 2014)
- Bad Kingdom Remixes (Monkeytown Records, 2014)